# Catherine de Richaud
Pour les articles homonymes, voir Richaud.
Catherine de Richaud est une écrivaine et psychologue clinicienne française. Elle travaille en prison et anime un site internet, En prison, la parole est matière. Elle publie son premier roman en 1986 aux éditions P.O.L, dans la collection « Outside » dirigée par Marguerite Duras. Elle vit à Paris.

## Œuvres
- Monsieur Le Chevalier, P.O.L, 1986[4],[5].
- Le Jardin, P.O.L, 1987[6].
- C'est la fin du monde ce soir, P.O.L, 1992[7].